# عقبان مسرولة
العقبان المسرولة هي أسرة من الجوارح تنتمي إليها عدّة أنواع من عريضة الأجنحة متوسطة الحجم، والضخمة على حد سواء.
تمتلك هذه الطيور مناقير ضخمة خطّافية تستخدمها في تمزيق لحم طرائدها، بعد أن تقبض عليها باستخدام قوائمها القويّة وبراثنها الحادّة. كذلك تتميز هذه الطيور بحاسة بصرها الحادّة التي تُمكنها من تحديد موقع الطريدة من على بُعد. تضم هذه الأسرة عدة أجناس منها: العقاب الحقيقية، والعقاب المتوجة والعقاب البازية وغيرها.